# مارتينا مولر (لاعبة كرة مضرب)
مارتينا مولر (بالألمانية: Martina Müller)‏ (11 أكتوبر 1982)، لاعبة تنس محترفة سابقة من ألمانيا. فازت بلقب فردي ولقب زوجي واحد في جولة اتحاد لاعبات التنس المحترفات.

## روابط إضافية
- Martina Müller the official website of Martina Müller
- على موقع رابطة محترفات كرة المضرب

## وصلات خارجية
- مارتينا مولر على موقع رابطة محترفات التنس (الإنجليزية)
- مارتينا مولر على موقع الاتحاد الدولي لكرة المضرب (الإنجليزية)
- مارتينا مولر على موقع كأس بيلي جين كينغ (الإنجليزية)
- مارتينا مولر على موقع بطولة ويمبلدون (الإنجليزية)
- مارتينا مولر على موقع خلاصة التنس.كوم (الإنجليزية)